# Enterizo

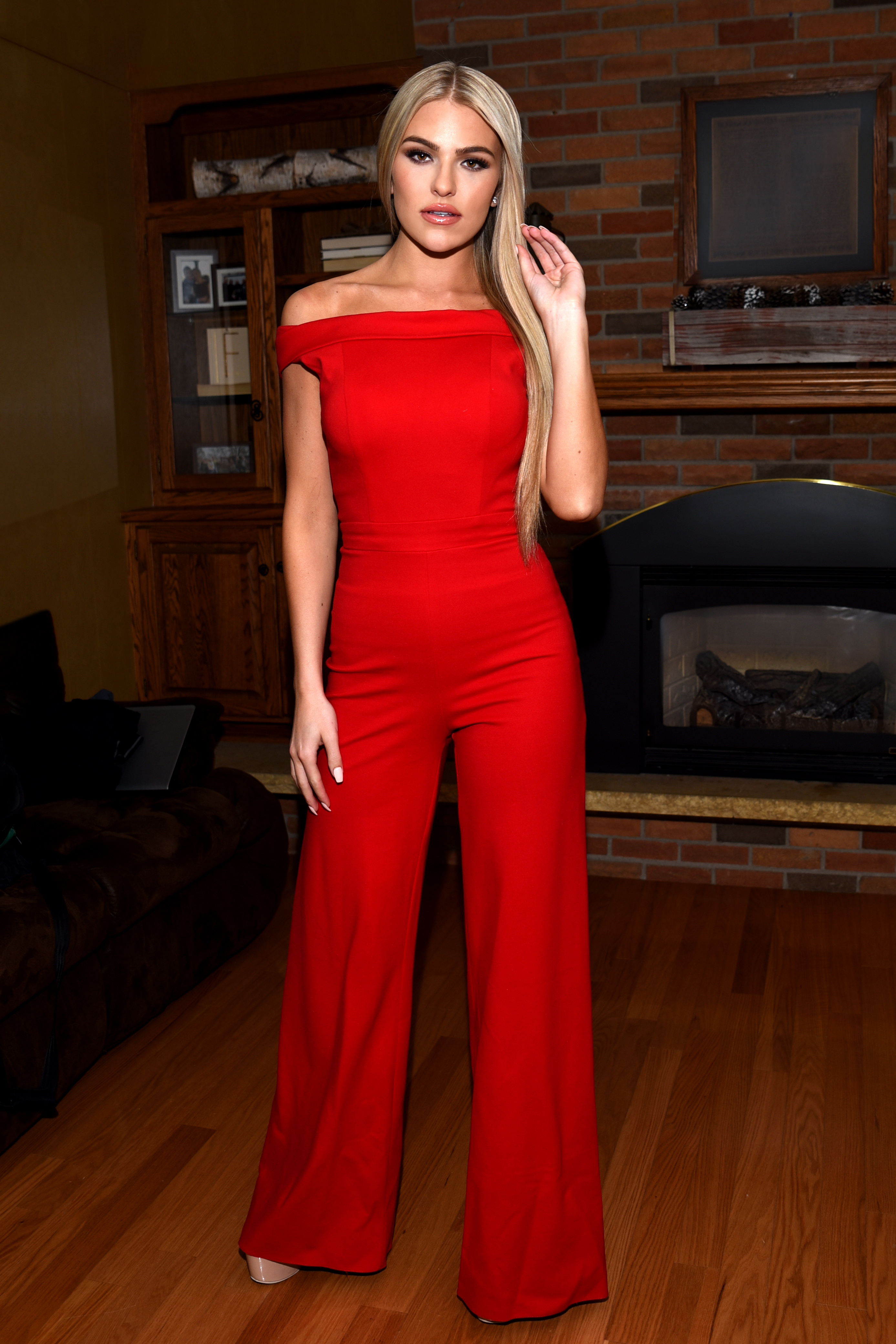
Mujer vestida con un moderno enterizo de moda.

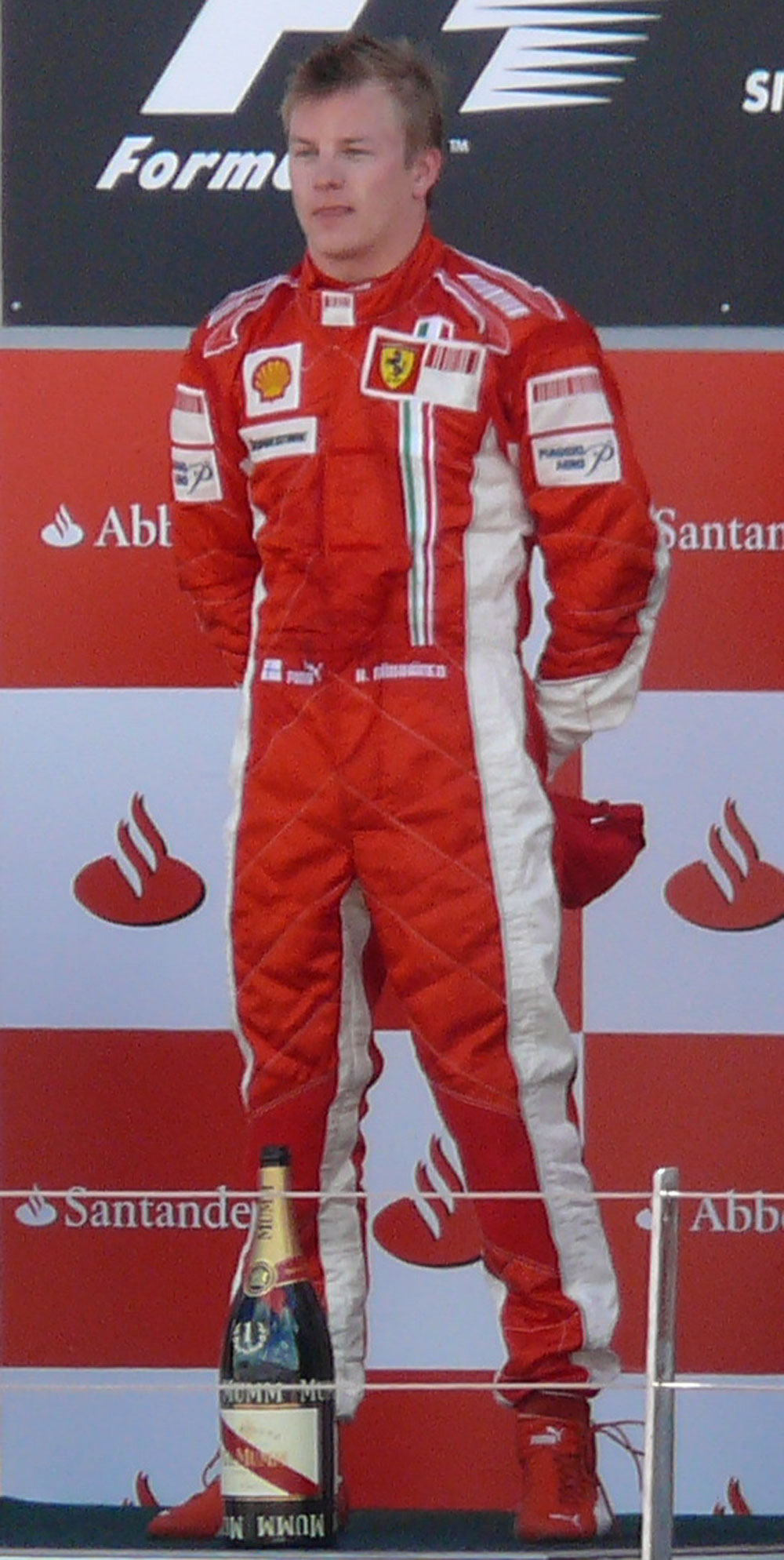
El piloto de Fórmula 1 Kimi Räikkönen en un traje enterizo de carrera protector de una sola pieza.

Un enterizo o mono es una prenda completa de una sola pieza, por lo general, dejando sin cubrir pies, manos y cabeza. El enterizo original  es la prenda de una pieza funcional utilizada por los paracaidistas.
Los trajes enterizos originales de los paracaidistas eran prendas simples diseñadas para aislar el cuerpo del frío de las alturas elevadas y minimizar el riesgo de cubrir manijas y agarres importantes. Hoy, sin embargo, la prenda ha encontrado otros usos.
Los enterizos de vestir son generalmente considerados como una prenda de conveniencia, ya que son más fáciles de lavar, poner y quitar que un traje de conjunto. Sin embargo, a menos que el enterizo tenga una abertura trasera, es necesario retirarlo completamente para usar el baño.

## Pilotos y conductores
Los aviadores y los astronautas a veces usan trajes enterizos ignífugos o trajes de vuelo donde otros tipos de ropa pueden flotar o aletear potencialmente en gravedad cero o durante maniobras de fuerza g.
Los conductores de las carreras automovilísticas visten trajes enterizos contra el fuego y (en el caso de los corredores de motocicletas) trajes de cuero contra la abrasión.

## Prisiones
En las prisiones, especialmente las estadounidenses, los prisioneros deben usar monos de manga corta para identificar fácilmente a los reclusos de los funcionarios de prisiones. Aunque todavía son comunes los de color naranja brillante, su popularidad debido a las series de televisión y streaming ha hecho que algunos penales optaran por otros colores o códigos de ellos que distinguen a los presos indicando su nivel de custodia, posibles riesgos de seguridad, historial delictivo, la gravedad de sus cargos actuales y condenas previas, etc. Algunas instituciones incluso volvieron a los antiguos uniformes a rayas para evitar que los reclusos fugados puedan ser confundidos con trabajadores de saneamiento, servicios públicos o carreteras.